# 梅济诺夫斯基镇市镇
梅济诺夫斯基镇市镇（俄语：Муниципальное образование «Посёлок Мезиновский»）是俄罗斯联邦弗拉基米尔州古西赫鲁斯塔利内区所属的一个市镇。其下辖有8个居民点，行政中心为梅济诺夫斯基。据2016年统计，该市镇的人口为2765人。